# Ismail Mohamad
Ismail Mohamad (arabisch إسماعيل محمد, DMG Ismāʿīl Muḥammad; * 5. April 1990 in Doha) ist ein katarischer Fußballspieler.

## Karriere

### Klub
Er startete seine Karriere bei al-Jaish, wo er ab der Saison 2009/10 aus der Reserve in die erste Mannschaft vorrückte. Zur Spielzeit 2011/12 wechselte er zum Lekhwiya SC, welcher zur Saison 2017/18 mit der Fußball-Abteilung seines Ex-Klubs fusionierte und zum al-Duhail SC wurde. Dort spielt er noch heute und erreichte mit seiner Mannschaft sechs Mal die katarische Meisterschaft.

### Nationalmannschaft
Seinen ersten bekannten Einsatz für die katarische Fußballnationalmannschaft erhielt er am 21. Dezember 2013 bei einem 1:1-Freundschaftsspiel gegen Bahrain, wo er zur zweiten Halbzeit beim Stand von 0:1 für Boualem Khoukhi eingewechselt wurde. Sein erstes Turnier war die Westasienmeisterschaft 2013. Abgesehen von Turnieren sind von ihm in dieser Zeit nur weitere Einsätze in Freundschaftsspielen bekannt. Er nahm am Golfpokal 2014 und an der Asienmeisterschaft 2015 teil. Nun bekam er auch erstmals Einsätze in der Qualifikation für die Fußball-Weltmeisterschaft 2018. Sein nächstes Turnier war der Golfpokal 2017 und zuletzt die Teilnahme am FIFA-Arabien-Pokal 2021.

## Erfolge
al-Duhail SC
- Katarischer Meister: 2022/23